# 塔爾迪庫爾干
塔爾迪庫爾干，一译塔勒迪-库尔干或“塔尔德-库尔干”，是哈薩克斯坦杰特苏州首府。位於該國東南部卡拉塔爾河畔。2003年人口118,400人。哈萨克斯坦东南部城市，1997年以前為塔尔迪库尔干州首府，後塔尔迪库尔干州併入阿拉木圖州，成为阿拉木图州首府，2022年5月，阿拉木图州被析设杰特苏州，该市又成为杰特苏州首府。位於卡拉塔尔河右岸，准噶尔阿拉套山麓。1944年建市。铁路要站，有支线与土西铁路相连。建有水果罐头、电池、缝纫、制鞋厂和建筑材料及纸浆硬纸板联合企业等。郊区种植水稻。设有师范学院、历史地志博物馆。附近的鐵克利镇开采多种金属矿，并建有铅锌联合企业。

## 友好城市
- 土耳其安塔利亚